# Oberhausener Schachverein 1887

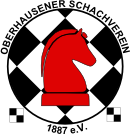
OSV 1887

Der Oberhausener Schachverein 1887 e. V. ist ein Schachverein mit 91 Mitgliedern (Stand: Juni 2015).
Die Ausrichtung der Europäischen Mannschaftsmeisterschaft im Jahr 1961 und die Austragung der Schacholympiade der Frauen 1966 sind die wesentlichen Ereignisse seiner Geschichte.
Für die Saison 2015/16 stellt der OSV sechs Mannschaften (1. Mannschaft: NRW-Liga, 3. Liga) und eine Jugendmannschaft (1. Mannschaft: Jugendbezirksoberliga Bezirk Emscher-Lippe) auf. 2001 konnte der Großmeister Vlastimil Hort für das Spitzenbrett und als Trainer gewonnen werden. Seit der Saison 2010/11 spielt auch FM (seit 2019 IM) Marcel Becker für den OSV. Zur Saison 2012/13 konnten zusätzlich FM Jürgen Kaufeld und FM Aleksej Litwak für die 1. Mannschaft gewonnen werden. In der Saison 14/15 gelang der 1. Mannschaft des OSV der Aufstieg in die NRW-Liga, der dritthöchsten Spielklasse. Zusätzlich konnte für 2015/16 FM Heiko Kummerow als Verstärkung gewonnen werden.